# 座狼

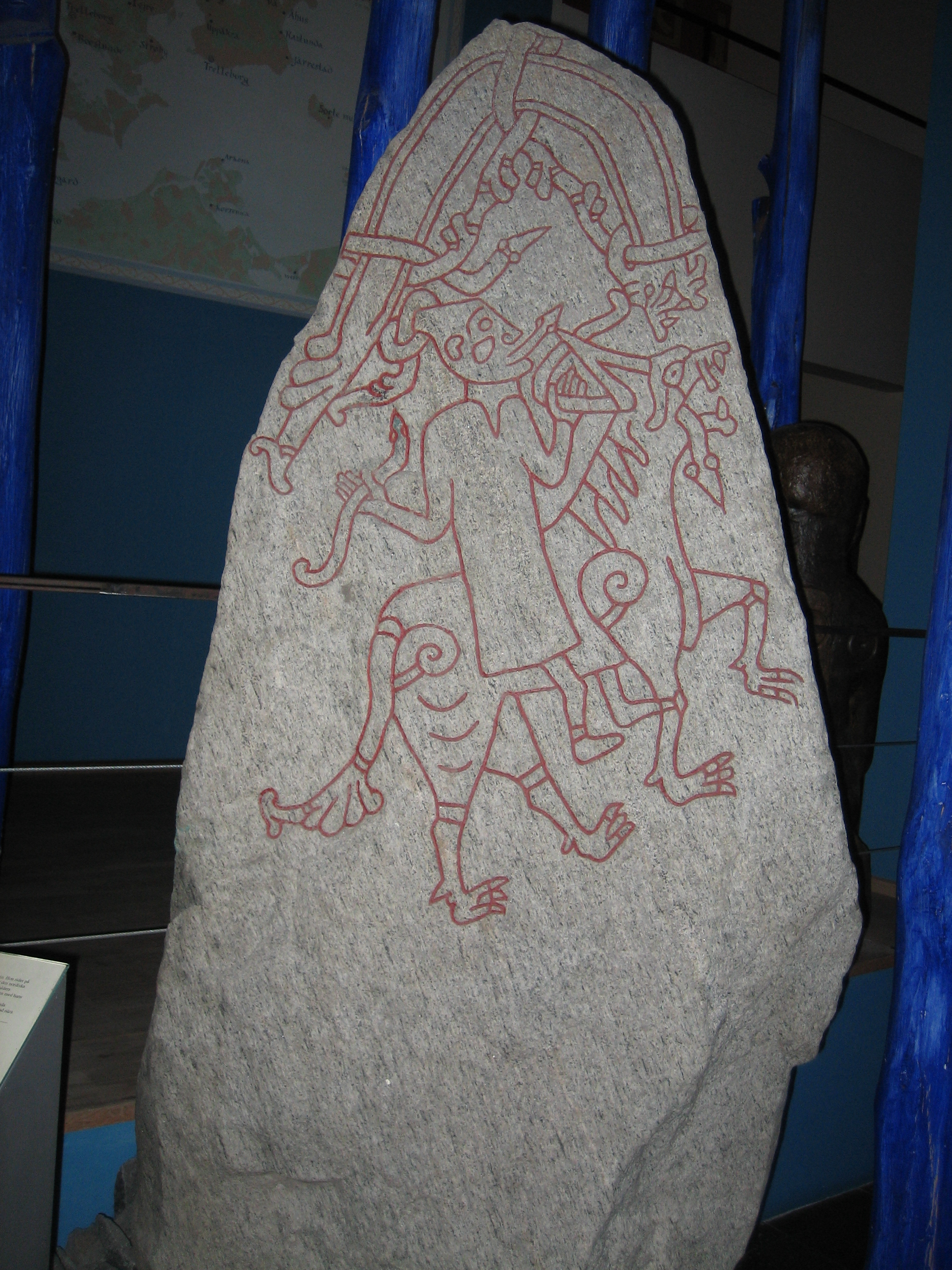
早期Hunnestad石碑中绘有座狼骑手的图案石

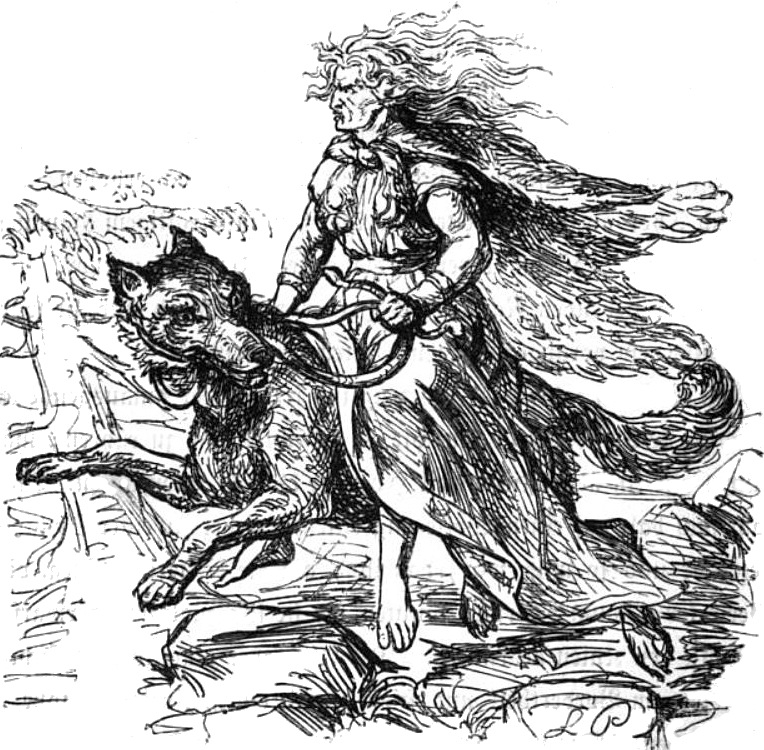
Ludwig Pietsch绘制的希尔罗金（1865）

在北欧神话中，座狼（vargr，复数为vargar；常英语化为warg或varg） 特指狼中巨狼芬里厄及其子斯库尔与哈提。在此基础上，托尔金在他的小说中使用古英语式Warg（其他古英语的形式还有wearg和wearh) ，来指某种特别邪恶的狼一样的生物。

## 词源
在古诺尔斯语中，vargr的意思是狼（ulfr）。与原始日耳曼语的“wargaz”有关的有原始伊朗语的狼“verk”、阿维斯陀语的“vehrka”、马赞德兰语的“varg”、扎扎其语的“verg”、古波斯语的“varka-”及波斯语的“gorg”，座狼的英文是Wargs等。在贝奥武夫的第140行，格伦德尔的母亲被称为“grund-wyrgen”或“深渊座狼”（warg of the depths）。

## 北欧神话
在北欧神话中，座狼特指神话中的狼芬里厄、斯库尔与哈提。在《赫瓦拉尔萨迦》Hervarar saga中，Gestumblindi（奥丁）向Heidrek王发问，
那盏灯是什么
那盏照亮人类的灯，
但火焰笼罩它，
座狼永远在它身后追逐它。
Heidrek明白答案是太阳并解释道，
她照亮每一片土地普照所有人，斯库尔与哈提被称为座狼。那些狼，一个追着太阳，另一个追在月亮后面。
这些狼还担任一些很危险或较危险的人形生物的坐骑。例如在卢恩碑文中，“葛妮尔Gunnr的马”隐喻表达了“狼”，在海恩德拉叙事诗中，渥尔娃女巫海恩德拉骑着狼，女巨人希尔罗金到达巴德尔的葬礼时骑着狼。

## 大众文化

### 托尔金的座狼
取自古英语的warg，在托尔金关于中土大陸的书里，座狼（wargs）或野狼（wild wolves）是种虚构狼类生物。他们通常与哥布林和半兽人结盟，允许骑在背上，投入战斗。这可能是因为它们是狼人卓古路因（Draugluin）或卡黑洛斯的后代，他们被描绘成拥有较高级的智力，有族群共同使用的语言，并有意识地与兽人结盟，而不是兽人像驯服其他野生动物。
骑着狼的兽人的概念最早出现在《露西安之歌》，贝伦和露西安故事写于19世纪20年代的早期版本，收录在作者去世后出版的《中土世界的历史》。
第三紀元時期，中土大陸的座狼主要活躍在羅馬尼安一代。在《哈比人》中，座狼出现了两次：在东部迷雾山脉与哥布林共事一起寻找比尔博·巴金斯、甘道夫和矮人们；以及最终在五军之战中成群的座狼协助半兽人。
在《魔戒》中，它们主要出场在《护戒使者》中间部分，一群没有半兽人伴随的座狼在伊瑞詹袭击了魔戒远征队。3018–19年，在魔戒圣战进行时，狼群潜伏在布理的城墙外寻找食物，他们在这里以不同与普通的狼的“寻找食物”出名。

#### 改编
蓝金贝斯公司改编的动画《哈比人》中，座狼被描绘为体型大于普通的狼，有着不祥发亮的眼睛。尽管托尔金从来没有提供座狼完整充分的描述（他只是指出它们是恶魔般的狼），在《魔戒》和《霍比特人》中它们似乎都有通常的狼的外观，并且它们经常被称为"狼群"。
在彼得·杰克逊的《魔戒电影三部曲》描述的座狼有一副斑鬣狗的模样，由于它看起来更强大，比起狼甚至更像已经灭绝的重型鬣齿兽。在該電影的後製過程中，用狼嚎聲再加上其他動物的叫聲合成了座狼的聲音。
而後座狼也在彼得·杰克逊的《霍比特人電影三部曲》出现，但有提到它们是刚达巴山座狼，而且它们出现的样子比艾辛格兽人使用的座狼更像狼的模样。

### 其他作品
大众文化中座狼次生的外表通常归功于托尔金。类似于托尔金的作品，他们经常被描绘为邪恶的，有一定智慧并有自己的语言的狼，并经常与地精（哥布林）部落结盟：
- 在小说黑暗精灵三部曲之《旅居》中，半兽人的首领格勒带领了很多半兽人和座狼去袭击游侠蒙特里·迪布洛奇和崔斯特所在的小树林[6]。
- 在网络游戏《魔兽世界》中，很多地方都有座狼的踪影，例如银松森林、燃烧平原、影牙城堡等。

#### 龙与地下城
角色扮演游戏《龙与地下城》中设定的魔物。座狼和冬狼是泽恩德瑞克最常见的魔兽类生物。出了座狼语外，一些座狼也会说通用语和地精语。座狼的外形和大小都与普通的狼类似。成年座狼肩高约3英尺（0.9米），身长约5英尺（1.5米），体重平均在300磅（135公斤）左右。外表通常呈灰色或黑色。大多数情况下，6到11只座狼会组成狼群，共同生活和狩猎。很少单独的座狼或配偶。座狼最喜欢猎食大型食草动物，通常只猎杀年幼、生病、衰弱的动物，但猎物不足时会毫不犹豫的攻击类人生物。座狼比狼聪明（在龙与地下城3版规则中，游戏设定中普通人类的智力是10，狼的智力是2，而座狼是6）。座狼狩猎时会跟踪猎物数小时甚至长达一天，而且会选择在最具有优势的地形和时间发动攻击。座狼有时会和其他邪恶阵营的种族联合起来，最常见的是地精和半兽人，座狼会充当他们的坐骑和守卫。